# 柘植氏
柘植氏（つげし）は、日本の氏族のひとつ。桓武平氏に端を発し、武家として戦国時代から江戸時代にかけて活動した。通字は「清」（きよ）、「宗」（むね）、「英」（ひで）。

## 出自
伊賀国阿拝郡柘植郷より興ったとされる。室町時代後期から戦国時代にかけて諸勢力と戦火を交えるが、それ以前は約400年間にわたり平和な時代が続いていたと言われている。柘植氏の出自に関しては諸説ある。しかも系図によって右京権大夫の宗清と、右衛門尉の宗清が混同されている。『江戸系図』と『柘植系図』によれば、平信実の子・宗清が伊賀に赴いた際に「柘植」を名乗ったとする。しかしこの説は年代が合わない。また『尊卑分脈』によれば、柘植氏の先祖は平氏の家人であったとされる。
ただし『尊卑分脈』に載っている宗清の子は家清のみである。

## 歴史

### 室町時代・守護を討つ
室町時代には室町幕府将軍の足利義稙が一門・仁木兵部少輔を伊賀守護として任命した。しかし伊賀は東大寺や円徳院などの荘園がひしめき合っており、その土地を私有化して武装する悪党が割拠する状態が続いていた。柘植氏は仁木氏に従わず、兵部少輔は手勢をもって柘植氏を攻めるが逆に討たれ、後に兵部少輔の子・某（実名不明）が攻めるがこれも退けた。

### 戦国時代
戦国時代に入ると伊賀は諸大名の干渉を受けるようになり、特に当時幕府を掌握していた三好氏はたびたび侵攻を仕掛けてきたため、豪族らが連合して対抗することが重要になった。そこで伊賀惣国一揆が成立すると柘植氏もこれに加勢し、侵攻してきた北畠具豊の軍を打ち破り、柘植一族かつ具豊の家老であった柘植保重を戦死させた（第一次天正伊賀の乱）。第二次天正伊賀の乱では同族の福地氏と共に織田軍の案内役を務めたとされるが、それ以外の動向は不明である。本能寺の変が勃発して織田信長が横死すると、堺から逃走してきた徳川家康を神君伊賀越えで柘植清広が補佐した。この功により清広は旗本として召抱えられた。

### 江戸時代
旗本として召抱えられた清広系の柘植氏は、甲賀に所領を得て庶流を出しながら代々江戸城に勤めたといわれ、江戸時代後期に勤仕並寄合に列した。。しかし中には伊賀に残った一族もおり、その一族は津藩では無足人（帯刀を許される農民）として扱われたり、藩士として直接仕えた者もいた。さらに、同族の福地氏の宗家は姓を「松尾」と改め、この系統から後に松尾芭蕉を輩出した。現在福地氏城跡地には、松尾芭蕉を称える石碑が建っている。

### 江戸時代以降
江戸時代以降は柘植氏は活発な活動が見られない。しかし昭和38年（1963年）に柘植氏の子孫・柘植宗澄が全国の柘植氏に関す研究書『柘植姓の研究』を発表し、他には昭和61年（1986年）には『大阪春秋』に「駅スタンプのルーツを探る」という論文を掲載している。現在も柘植氏発祥の地・伊賀市柘植には柘植姓が見られる。